# Caetano Alberto Soares
Caetano Alberto Soares (Porto da Cruz, Madeira, Maio de 1790 — Rio de Janeiro, 28 de Fevereiro de 1867) foi um sacerdote católico e advogado luso-brasileiro.
Há divergências sobre o dia do seu nascimento, 13 de Maio ou 28 de Maio de 1790.
De famílias humildes, veio para o Funchal estudar para padre, no seminário.[carece de fontes?] Após ter recebido as ordens de presbítero, formou-se em Direito pela Faculdade de Leis na Universidade de Coimbra, em 1820.
Volta ao Funchal, onde exerce a profissão de Vigário Geral da Diocese, advogado e professor de latim. Foi eleito às cortes portuguesas em 1826.[carece de fontes?]
Perseguido por suas opiniões liberais, emigrou para o Brasil, chegando, ao Rio de Janeiro em 1830, onde trabalha como advogado, naturalizando-se brasileiro.
Teve uma enfermidade nos olhos (?) e, rebelde ao tratamento, perdeu completamente a vista, o que não o impediu de continuar exercendo a advocacia.
No seu escritório de advogado, trabalhou como advogado-estagiário, José de Alencar conhecido autor de O Guarani.
Exerceu várias comissões de serviço entre elas, a de Advogado da Casa Imperial do Brasil, recebeu a comenda da   Imperial Ordem da Rosa , no grau de Comendador (em 1850),  membro do Instituto Histórico e Geográfico do Brasil e presidente do  Instituto dos Advogados do Brasil .
No exercício da advocacia em que se distinguiu, deixou vários trabalhos escritos, além duma memória lida no Instituto dos Advogados do Brasil e publicada em 1848.[carece de fontes?]

## Obras do Autor
- Discurso proferido pelo presidente do instituto, 1857
- Dissertação e teses, 1851
- Memória para melhorar a sorte dos nossos escravos, 1847
- Memória, 1848
- Meu primeiro dedilhar da lira, (Poesia) 1846
- Regulamento para a execução da lei das terras,1850
- Regulamentos comerciais, 1850
- Relatório de uma comissão nomeada pelo governo,  1837